# Viburnum suspensum
Viburnum suspensum és un arbust compacte i perenne, nadiu del Japó i Taiwan.

## Descripció
El gènere Viburnum, de la família de les Caprifoliaceae, inclou 200 espècies d'arbustos i arbres de fulla caduca i perenne. Són densos arbustos perennifolis de branques arquejades erectes que arriben als 2-3 metres d'alçada i fins a 3,7 m dins alçada al seu hàbitat original. Les elegants fulles ovals i coriàcies són de color verd fosc i cobreixen densament l'arbust, sent ovalades amb vores serrades d'aproximadament 8.9 cm de llarg i 5 cm d'ample i disposades oposades en tiges marrons fosques. Les flors blanques apareixen en panícules corimboses de 10 cm de diàmetre. Floreixen a l'extrem de les branques noves a la primavera, i esporàdicament apareixen a l'estiu. A la tardor apareixen fruits vermells que resulten decoratius i atrauen els ocells. Es val d'insectes per pol·linitzar les flors dotades d'unitats reproductives hermafrodites.

## Ús paisatgístic
Aquestes plantes de fàcil cultiu s'utilitzen per formar bardisses, pantalles i com a fons de grups arbustius pel seu fosc fullatge. Es pot utilitzar per crear entorns arbrats amb una finalitat purament estètica o per aportar una mica d'intimitat.

## Cultiu
El Viburnum suspensum pot créixer en exposicions de ple sol, de semiombra i d'ombra. Resisteixen gelades lleugeres i ocasionals. Prefereixen sòls argilosos rics i profunds però poden cultivar-se en un sòl normal de jardí adobat amb compost. Necessita sòls profunds, airejats i frescos, de pH neutre o lleugerament bàsic. Prefereix exposició assolellada o a mitja ombra depenent del clima del lloc i de la humitat ambient. És una planta rústica però que requereix reg a l'estiu per estar bé. Aguanta la poda, la sequera i les gelades moderades.